# The Way (videogioco)
The Way è un videogioco indipendente in 2D del 2016 sviluppato da Puzzling Dream per Microsoft Windows, Linux e macOS.
Il 20 aprile 2018 esce per Nintendo Switch The Way Remastered, una versione rimasterizzata del gioco.

## Trama
Il membro di una squadra di esploratori spaziali perde sua moglie in un tragico incidente. Durante una spedizione scopre antiche scritture che testimoniano l'esistenza di un metodo per ottenere la vita eterna e, non riuscendo ad accettare la morte della sua amata, decide di mettersi in viaggio per riportarla in vita.

## Sviluppo
Il 5 maggio 2014 viene aperto un Kickstarter di 15.000 dollari per finanziare il videogioco. Il traguardo viene ampiamente superato grazie a 1566 sostenitori, raggiungendone ben 23.000.

## Riconoscimenti
- Pixel Heaven 2016[4]
  - Miglior gioco "Radici retrò"
  - Premio "Indie Grand Prix"
  - Miglior debuttante dell'anno